# Samuel McClary Fite
Samuel McClary Fite (* 12. Juni 1816 bei Alexandria, Smith County, Tennessee; † 23. Oktober 1875 in Hot Springs, Arkansas) war ein US-amerikanischer Politiker. Im Jahr 1875 vertrat er den Bundesstaat Tennessee im US-Repräsentantenhaus.

## Werdegang
Samuel Fite besuchte sowohl öffentliche als auch private Schulen seiner Heimat und danach das Clinton College. Nach einem anschließenden Jurastudium in Lebanon und seiner Zulassung als Rechtsanwalt begann er in Carthage in seinem neuen Beruf zu arbeiten. Gleichzeitig schlug er als Mitglied der Whig Party eine politische Laufbahn ein. Im Jahr 1850 saß er im Senat von Tennessee; 1852 war er Wahlmann der Whigs bei den Präsidentschaftswahlen. Zwischen 1858 und 1861 amtierte Fite als Richter im sechsten Gerichtsbezirk von Tennessee, danach arbeitete er wieder als Anwalt in Carthage. Zwischen 1869 und 1874 war er erneut Richter im sechsten Bezirk seines Staates.
Politisch wurde er nach der Auflösung der Whigs Mitglied der Demokratischen Partei. Bei den Kongresswahlen des Jahres 1874 wurde er als deren Kandidat im vierten Wahlbezirk von Tennessee in das US-Repräsentantenhaus in Washington, D.C. gewählt, wo er am 4. März 1875 die Nachfolge von John Morgan Bright antrat. Samuel Fite konnte dieses Mandat nur bis zum 23. Oktober 1875 ausüben: An diesem Tag starb er in Hot Springs. Er wurde zunächst in Carthage beigesetzt; im Jahr 1908 wurde er in Nashville neu bestattet.